# Loring R-I
El Loring R-I o R-1 fue un avión de reconocimiento militar producido en España en la década de 1920, por la empresa Talleres Loring.

## Desarrollo
El Loring R-I fue una aeronave de reconocimiento producida en España a finales de los años 20. Este avión era el primer diseño producido en serie del piloto e ingeniero militar Eduardo Barrón para los Talleres Loring de Carabanchel. Se trataba de un sesquiplano de diseño convencional para la época, parecido al Fokker C.IV, con un frontal poco aerodinámico, bastante común en muchos aviones de aquellos años dedicados a misiones similares. El modelo estaba construido a base de tubos de acero soldados para la estructura y madera para las alas, todo ello revestido de tela.
El piloto y el observador se sentaban en cabinas abiertas. Loring construyó 30 ejemplares para la Aeronáutica Militar, que sirvieron en su mayoría en el Marruecos español desde mediados de 1926, en misiones de observación, enlace y ataque.
Entre el 13 y el 14 de agosto de 1926, una escuadrilla, al mando del capitán Arranz, hizo el viaje de Cuatro Vientos a Tetuán, siendo su destino el Grupo 5, pasando más tarde al aeródromo de Larache.
En febrero de 1927 volvieron los Loring R-I a España, pasando a equipar la 1ª Escuadrilla del Grupo 34 de reconocimiento, en la Escuela de Instrucción de Cuatro Vientos. En septiembre de 1928 se disolvió la escuadrilla y los aviones restantes pasaron al Grupo de Instrucción, desplegado en el aeródromo de Getafe, donde fueron dados de baja a finales de 1931.

## Variantes
R-1 (R-I)
Primeros aviones prototipos que más tarde entraron en producción.
R-2 (R-II)
Versión refinada capaz de llevar una carga más pesada que el R-I, que fue diseñada alrededor de 1925, antes de que la producción cambiase al R-3.

## Operadores
España
- Aeronáutica Militar

 España
- Aeronáutica Militar

## Especificaciones

### Características generales
- Tripulación: 2
- Longitud: 9,7 m
- Envergadura: 14 m
- Peso vacío: 1850 kg
- Peso máximo al despegue: 2120 kg
- Planta motriz: 1× motor lineal W12 refrigerado por líquido Lorraine 12Eb.
  - Potencia: 330 kW (450 CV)

### Rendimiento
- Velocidad nunca excedida (Vne): 216 km/h
- Alcance: 800 km
- Techo de vuelo: 7000 m (23 000 pies)

### Armamento
- Ametralladoras: 

  - 1 de tiro dorsal
- Bombas: 

  - Bombas ligeras

### Desarrollos relacionados
- Loring R-III

### Aeronaves similares
- AME VI
- Fokker C.IV